# Thomas Zangerl
Thomas Zangerl (Kufstein, 18 juni 1983) is een Oostenrijkse freestyleskiër. Hij vertegenwoordigde zijn vaderland op de Olympische Winterspelen 2010 in Vancouver, op de Olympische Winterspelen 2014 in Sotsji en op de Olympische Winterspelen 2018 in Pyeongchang.

## Carrière
Zangerl maakte zijn wereldbekerdebuut in maart 2003 in Les Contamines-Montjoie. Acht maanden later scoorde hij in Saas Fee zijn eerste wereldbekerpunten. In februari 2004 behaalde de Oostenrijker in Naeba zijn eerste toptien klassering in een wereldbekerwedstrijd. Vijf jaar later stond Zangerl in Voss voor de eerste maal in zijn carrière op het podium van een wereldbekerwedstrijd. Op de wereldkampioenschappen freestyleskiën 2009 in Inawashiro veroverde hij de zilveren medaille op de skicross. Tijdens de Olympische Winterspelen van 2010 in Vancouver eindigde de Oostenrijker als achttiende op het onderdeel skicross.
In Deer Valley nam Zangerl deel aan de wereldkampioenschappen freestyleskiën 2011. Op dit toernooi eindigde hij als 22e op de skicross. Op de wereldkampioenschappen freestyleskiën 2013 in Voss eindigde de Oostenrijker als 21e op het onderdeel skicross. Tijdens de Olympische Winterspelen van 2014 in Sotsji eindigde Zangerl als 27e op de skicross. Op 16 maart 2014 boekte de Oostenrijker in Åre zijn eerste wereldbekerzege.
In Kreischberg nam Zangerl deel aan de wereldkampioenschappen freestyleskiën 2015. Op dit toernooi eindigde hij als achtste op het onderdeel skicross. Op de wereldkampioenschappen freestyleskiën 2017 in de Spaanse Sierra Nevada eindigde hij als dertigste op de skicross. Tijdens de Olympische Winterspelen van 2018 in Pyeongchang eindigde de Oostenrijker als twaalfde op de skicross.

## Resultaten

### Olympische Spelen
| Jaar | Plaats      | Resultaten   |
| ---- | ----------- | ------------ |
| 2010 | Vancouver   | 18e Skicross |
| 2014 | Sotsji      | 27e Skicross |
| 2018 | Pyeongchang | 12e Skicross |

### Wereldkampioenschappen
| Jaar | Plaats        | Resultaten   |
| ---- | ------------- | ------------ |
| 2009 | Inawashiro    | Skicross     |
| 2011 | Deer Valley   | 22e Skicross |
| 2013 | Voss          | 21e Skicross |
| 2015 | Kreischberg   | 8e Skicross  |
| 2017 | Sierra Nevada | 30e Skicross |

### Wereldbeker
Eindklasseringen
| Seizoen   | Algm | SX  |
| --------- | ---- | --- |
| 2003/2004 | 92e  | 27e |
| 2005/2006 | 110e | 30e |
| 2006/2007 | 155e | 42e |
| 2007/2008 | 162e | 52e |
| 2008/2009 | 18e  | 7e  |
| 2009/2010 | 68e  | 21e |
| 2010/2011 | 68e  | 21e |
| 2011/2012 | 121e | 32e |
| 2012/2013 | 117e | 27e |
| 2013/2014 | 36e  | 9e  |
| 2014/2015 | 35e  | 9e  |
| 2015/2016 | 39e  | 7e  |
| 2016/2017 | 121e | 25e |
| 2017/2018 | 43e  | 9e  |

Wereldbekerzeges
| Datum           | Plaats  | Onderdeel |
| --------------- | ------- | --------- |
| 16 maart 2014   | Åre     | Skicross  |
| 6 december 2014 | Nakiska | Skicross  |